# Phaenochitonia vittata
Phaenochitonia vittata är en fjärilsart som beskrevs av Hans Ferdinand Emil Julius Stichel 1910. Phaenochitonia vittata ingår i släktet Phaenochitonia och familjen Riodinidae. Inga underarter finns listade i Catalogue of Life.